# Alexandru Chipciu
Alexandru Mihăiță Chipciu (Brăila, 18 de mayo de 1989) es un futbolista rumano que juega como centrocampista en el Universitatea Cluj.

## Selección nacional
Es internacional absoluto con Rumania.

## Clubes
| Club                         | País            | Año       |
| ---------------------------- | --------------- | --------- |
| F. C. Brașov                 | Rumania         | 2008-2012 |
| F. C. Forex Brașov (cesión)  | Rumania         | 2008      |
| Dacia Unirea Braila (cesión) | Rumania         | 2008-2009 |
| Steaua de Bucarest           | Rumania         | 2012-2016 |
| R. S. C. Anderlecht          | Bélgica         | 2016-2020 |
| A. C. Sparta Praga (cesión)  | República Checa | 2018-2019 |
| CFR Cluj                     | Rumania         | 2020-2022 |
| Universitatea Cluj           | Rumania         | 2022-     |

## Palmarés

### Títulos nacionales
| Título                      | Club                | País    | Año     |
| --------------------------- | ------------------- | ------- | ------- |
| Liga I                      | Steaua de Bucarest  | Rumania | 2012-13 |
| Supercopa de Rumania        | Steaua de Bucarest  | Rumania | 2013    |
| Liga I                      | Steaua de Bucarest  | Rumania | 2013-14 |
| Copa de la Liga de Rumania  | Steaua de Bucarest  | Rumania | 2014-15 |
| Liga I                      | Steaua de Bucarest  | Rumania | 2014-15 |
| Copa de Rumania             | Steaua de Bucarest  | Rumania | 2014-15 |
| Copa de la Liga de Rumania  | Steaua de Bucarest  | Rumania | 2015-16 |
| Primera División de Bélgica | R. S. C. Anderlecht | Bélgica | 2016-17 |
| Supercopa de Bélgica        | R. S. C. Anderlecht | Bélgica | 2017    |
| Liga I                      | CFR Cluj            | Rumania | 2019-20 |
| Supercopa de Rumania        | CFR Cluj            | Rumania | 2020    |
| Liga I                      | CFR Cluj            | Rumania | 2020-21 |
| Liga I                      | CFR Cluj            | Rumania | 2021-22 |